# Udo Stratmann

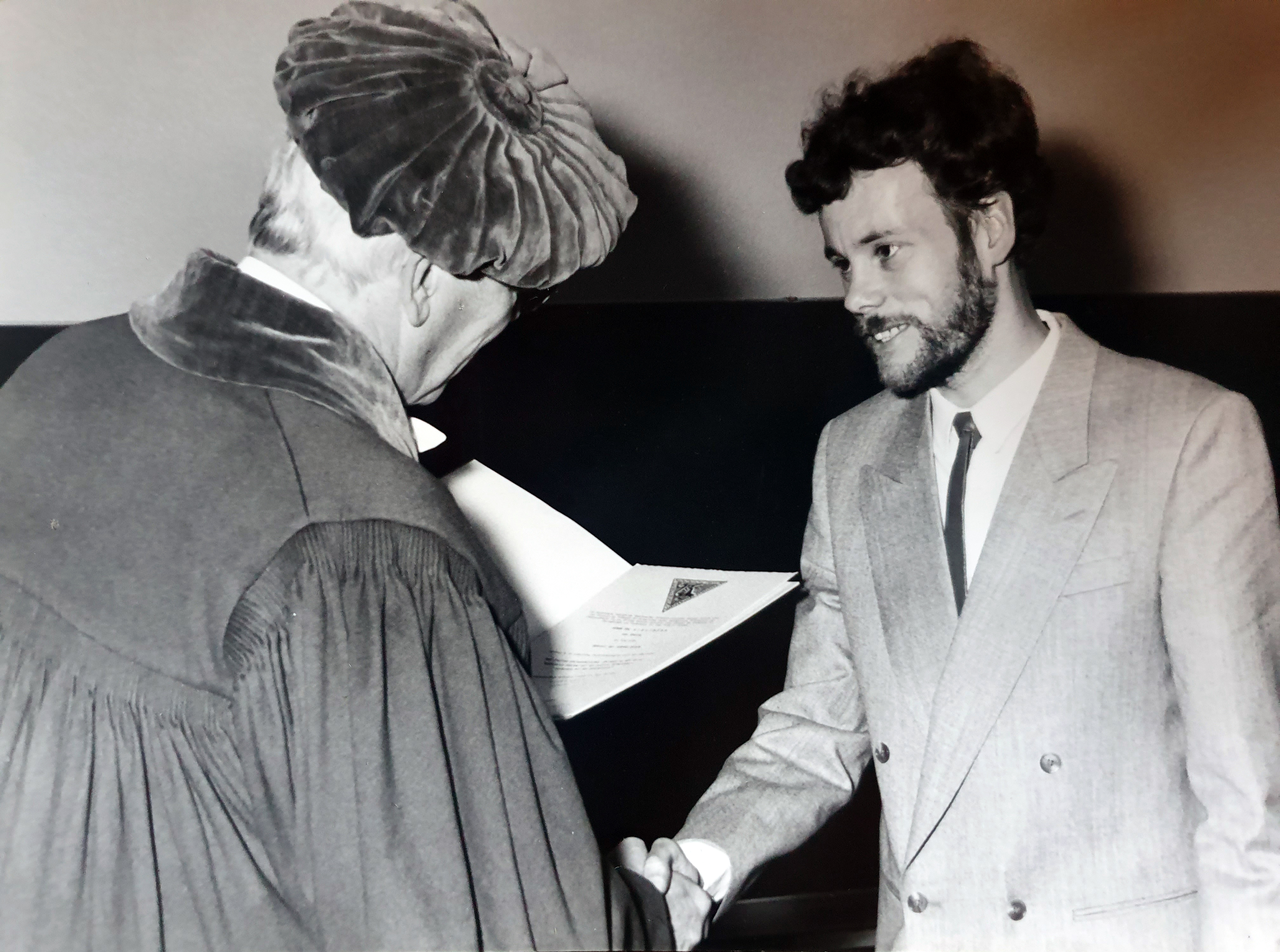
Udo Stratmann bei der Verleihung des Doktorgrades

Udo Stratmann (* 10. März 1957 in Rheine; † 12. März 2020 ebenda) war ein deutscher Anatom, Zahnmediziner und Hochschullehrer.

## Leben und Wirken
Udo Stratmann wurde 1957 als Sohn von Hildegard Stratmann, geb. Schipper (1929–2023) und Josef Stratmann (1926–2009) geboren und wuchs gemeinsam mit seiner Schwester Britta in Rheine auf. Dort besuchte er das Kopernikus-Gymnasium, wo er 1975 sein Abitur ablegte. 1982 erfolgte seine Approbation in Münster mit der Erlaubnis zur Ausübung der Zahnheilkunde. Nach Ableistung seines Wehrdienstes von 1982 bis 1983 wurde er in Köln zum Stabsarzt der Bundeswehr ernannt. 
Stratmann wurde 1985 in Münster zum Doktor der Zahnmedizin promoviert und habilitierte sich dort 1992 mit der Venia Legendi für das Fach der Anatomie als Privatdozent. Er war als Hochschuldozent am Institut für Anatomie des Universitätsklinikums Münster tätig und wurde 2002 zum außerplanmäßigen Professor der Medizinischen Fakultät der Westfälischen Wilhelms-Universität ernannt. Seine wissenschaftliche Arbeit führte er an der Hochschule Osnabrück im Bereich der Dentaltechnologie fort.
Stratmann beschäftigte sich vor allem auf dem Gebiet der Oralanatomie sowie der Morphologie und Funktion von Kiefergelenken. Zu seinen Themengebieten zählten zum Beispiel die Odontogenese und die Auswirkungen und Behandlung einer craniomandibulären Dysfunktion des menschlichen Kauapparates.
Von 2010 bis zu seinem Tod im März 2020 war er Professor an der Danube Private University im österreichischen Krems in den Fachbereichen makroskopische und mikroskopische Anatomie und Biologie. Er war Autor von über 60 Artikeln in überwiegend englischsprachigen Fachzeitschriften für Zahnmedizin, Anatomie und Medizin.

## Veröffentlichungen (Auswahl)
- mit M. Mahlendorff: Zur Frage der Palpierbarkeit des Musculus pterygoideus lateralis inferior. In: Deutsche Zahnärztliche Zeitschrift 1989;44 [11 Spec No]:S78-81
- mit D.H. Szulczweski, U. Meyer, U. Joss: Anatomische Untersuchungen zur Bedeutung des unteren Bauches des M. pterygoideus lateralis in der Funktionsdiagnostik. In: Deutsche Zahnärztliche Zeitschrift 1997;52:550-552
- mit K. Schaarschmidt, H. P. Wiesmann, U. Plate, H. J. Höhling, T. Szuwart The mineralization of mantle dentine and of circumpulpal dentine in the rat: an ultrastructural and element-analytical study. In: Anat Embryol Berl. 1997;195:289-297
- mit K. Mokrys, U. Meyer, J. Kleinheinz, U. Joos, D. Dirksen, F. Bollmann: Clinical anatomy and palpability of the inferior lateral pterygoid muscle. In: J Prosthet Dent 2000;83:548-554
- mit J.C. Türp, S. Minagi: Palpation of the lateral pterygoid region in TMD – where is the evidence? In: J Dent 2001;29:475-483
- mit J.C. Türp: Die Kiefergelenke des Erwachsenen. Alte und neue anatomische Erkenntnisse. In: J Craniomandib Funct 2016;8:101-121
- Intraorale Registrierung und CMD. In: Zahnarzt Wirtschaft Praxis 2020;26[3]:96-99 und [4]:88-91